# Ianquis
Ianquis (títol original en anglès: Yanks) és una pel·lícula de 1979 dirigida per un dels joves aïrats del Free Cinema, John Schlesinger, que aquesta vegada sota una polida aparença acadèmica ofereix una pel·lícula anti-bèl·lica, en la qual els petits instants que la vida ofereix s'han d'aprofitar-se perquè en qualsevol moment la felicitat pot esvair-se davant l'arribada de l'horror de la mort, el racisme i els mals que assoten al món, entre ells la solitud d'unes persones que només desitgen tenir unes hores de pau davant les desgràcies que s'acosten. Ha estat doblada al català.

## Argument
Les tropes aliades es reuneixen en el camp anglès. Una infermera de la Creu Roja casada tindrà una aventura amb un militar americà mentre el seu marit està al front. Un jove soldat ianqui viurà una història d'amor amb una jove, el promès de la qual mor. Mentre al poble només arriben notícies de desgràcies i s'observen certs costums racistes.

## Repartiment
- Richard Gere: Primer sergent Matt Dyson
- Lisa Eichhorn: Jean Moreton
- Vanessa Redgrave: Helen
- William Devane: Capità John
- Chick Vennera: Sergent Danny Ruffelo
- Wendy Morgan: Mollie
- Rachel Roberts: Mrs. Clarrie Moreton
- Tony Melody: Mr. Jim Moreton

## Premis i nominacions[calcitació]

### Premis
- BAFTA al millor vestuari per Shirley Russell
- BAFTA a la millor actriu secundària per Rachel Roberts

### Nominacions
- BAFTA a la millor fotografia per Dick Bush
- BAFTA al millor director per John Schlesinger
- BAFTA al millor guió per Colin Welland, Walter Bernstein
- Globus d'Or a la millor actriu dramàtica per Lisa Eichhorn